# Indie Jungle
Indie Jungle è un programma televisivo prodotto da Sky Italia e trasmesso su Sky Arte HD dal 17 ottobre 2020. La trasmissione, che si articola in due edizioni per un totale di 23 puntate da 40 minuti l'una, vede protagonista in ogni episodio un cantante del genere musicale indie, che si esibisce in un concerto televisivo a cui segue poi un'intervista.

## Puntate

### Prima edizione
| Puntata | Data             | Ospite                     |
| ------- | ---------------- | -------------------------- |
| 1       | 17 ottobre 2020  | Frah Quintale              |
| 2       | 24 ottobre 2020  | Fulminacci                 |
| 3       | 31 ottobre 2020  | Calibro 35                 |
| 4       | 7 novembre 2020  | Coma Cose                  |
| 5       | 14 novembre 2020 | La Rappresentante di Lista |
| 6       | 21 novembre 2020 | Gazzelle                   |
| 7       | 28 novembre 2020 | Ghemon                     |
| 8       | 5 dicembre 2020  | Eugenio in Via di Gioia    |
| 9       | 12 dicembre 2020 | Colapesce/Dimartino        |
| 10      | 19 dicembre 2020 | Selton                     |
| 11      | 9 gennaio 2021   | Lucio Corsi                |
| 12      | 16 gennaio 2021  | Lucio Leoni                |

### Seconda edizione
| Puntata | Data             | Ospite                     |
| ------- | ---------------- | -------------------------- |
| 1       | 20 novembre 2021 | Ministri                   |
| 2       | 27 novembre 2021 | Motta                      |
| 3       | 4 dicembre 2021  | Joan Thiele                |
| 4       | 11 dicembre 2021 | Fast Animals and Slow Kids |
| 5       | 18 dicembre 2021 | Myss Keta                  |
| 6       | 8 gennaio 2022   | Francesco Bianconi         |
| 7       | 15 gennaio 2022  | Melancholia                |
| 8       | 22 gennaio 2022  | Tutti Fenomeni             |
| 9       | 29 gennaio 2022  | N.A.I.P.                   |
| 10      | 5 febbraio 2022  | Vasco Brondi               |
| 11      | 12 febbraio 2022 | Margherita Vicario         |